# Церковь Николая Чудотворца в Звонарях
Це́рковь Никола́я Чудотво́рца в Звонаря́х (церковь Николая Божедо́мского) — православный храм в Мещанском районе Москвы, известный с начала XVII века. Был перестроен в 1762—1781 годах по проекту архитектора Карла Бланка на средства И. И. Воронцова. В 1933 году была закрыта, с 1994 года возобновила работу в качестве московского подворья Пюхтицкого женского монастыря.

## Строительство и история
Окрестности улицы Рождественки в XVII веке занимала слобода звонарей и сторожей кремлёвских соборов и церквей. Поселение относилось к приходу деревянной церкви Николая Божедомского, первые упоминания о которой датируются 1616 годом. Храм получил название из-за действовавшего при нём «Убогого дома», в который свозили заложных покойников для дальнейшего погребения. К 1677 году церковь стали именовать по образовавшейся на этом месте звонарской слободе. В этот период в храме действовали приделы Николая Чудотворца, Дмитрия Ростовского и Усекновения главы Иоанна Предтечи. Церковь неоднократно горела, её восстанавливали на пожертвования прихожан, и в 1657 году она упоминается как каменная.

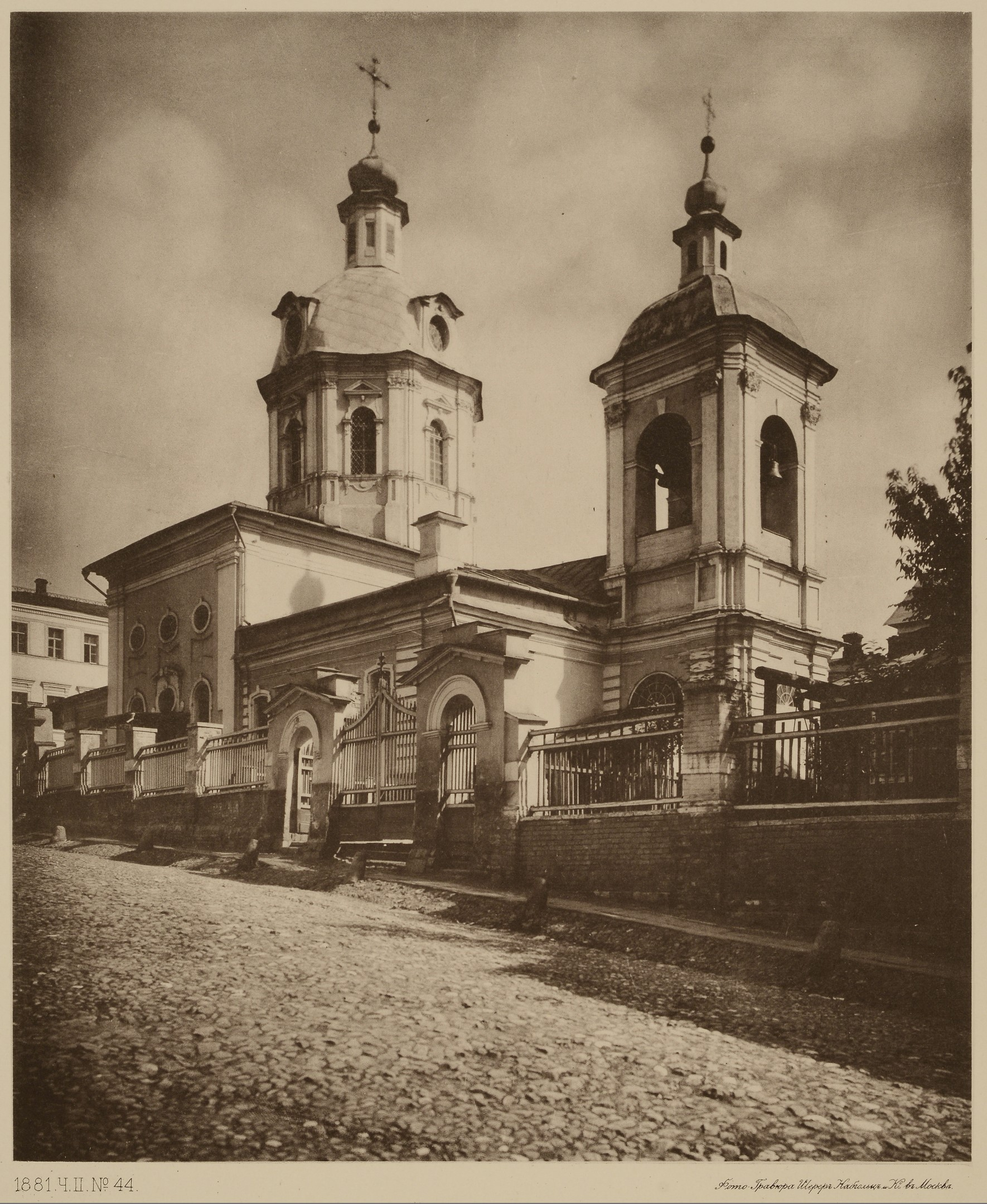
Фотография из альбома Николая Найдёнова в 1881 году

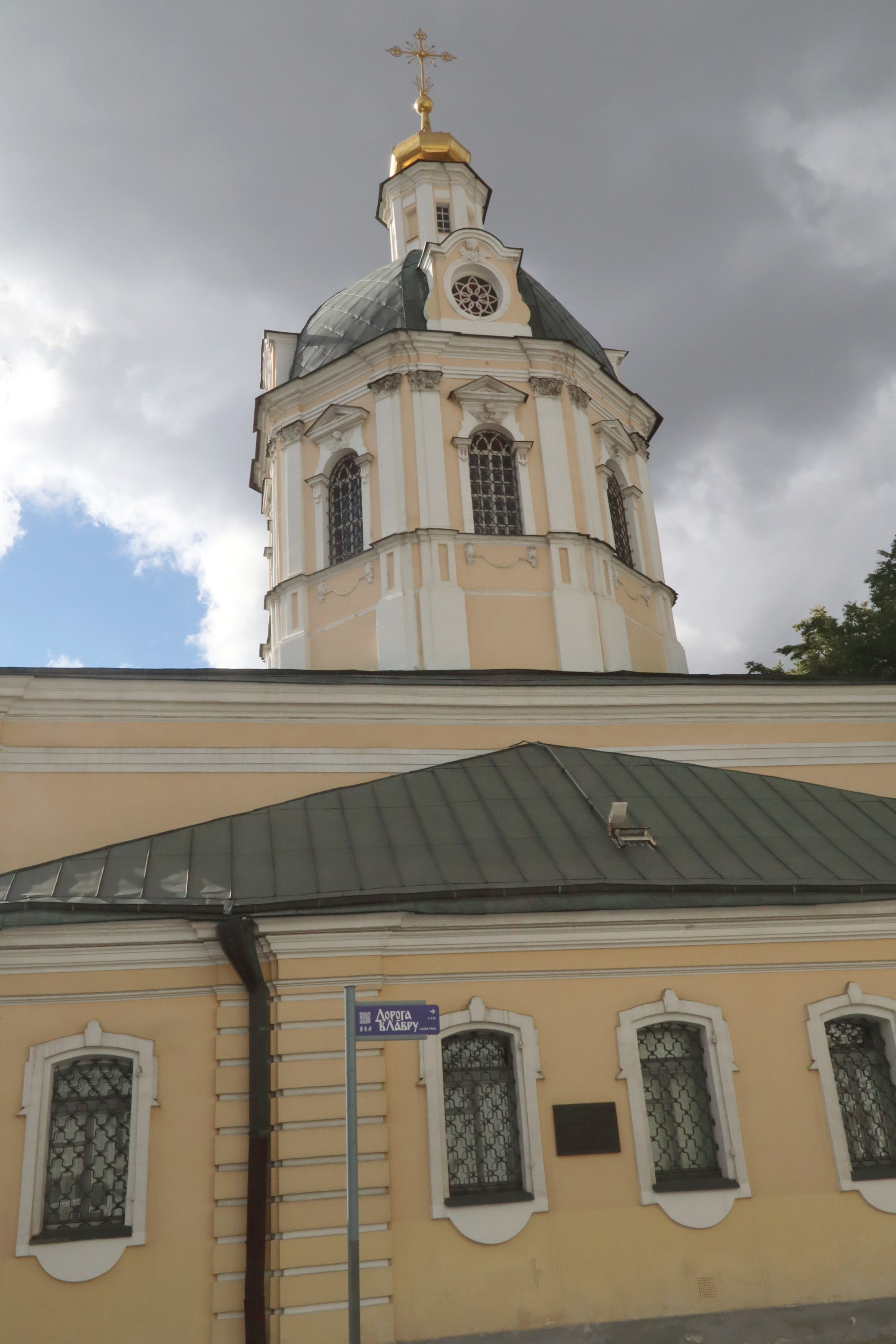
Никольская церковь в 2022 году

В 1762 году приказом Екатерины II по заказу и на средства сенатора И. И. Воронцова была возведена новая церковь ( возможно, включавшая старое здание) по проекту архитектора К. И. Бланка. Предположительно, храм был домовым и относился к усадьбе Воронцова, расположенной неподалёку. Церковь имела небольшой размер и состояла из колокольни, двухпридельной трапезной и храма с апсидой, выстроенных вдоль одной оси. Ряд исследователей полагает, что новое сооружение возвели на фундаменте старого. Здание в стиле барокко было представлено в нижней части вытянутым прямоугольным объёмом, над которым возвышался восьмигранный ярус. Восьмёрик украсили угловыми пилястрами с капителями и крупными белокаменными наличниками, внутреннее помещение храма имело крестообразную форму. В 1766 году существовавшие ранее приделы дополнили ещё одним, который освятили в честь Сергия Радонежского. Строительство и отделка были окончены только в 1781 году, главный престол новой церкви освятили в честь Успения Пресвятой Богородицы.
В начале XIX века храму пожертвовали икону Божией Матери «Взыскания погибших». Церковь сильно пострадала во время московского пожара 1812 года. После освобождения Москвы её реконструировали, заменив два крыльца и соорудив новые двухпрестольную трапезную и колокольню в классическом стиле.
Москвовед Виктор Сорокин отмечает, что во второй половине XIX века в доме причта при храме снимали жильё терапевт Григорий Захарьин, хирург Александр Разцветов, а также Михаил Мостовский — составитель монографии о храме Христа Спасителя. Под его руководством в 1880-х годах проходил ремонт внутреннего убранства церкви Николая Чудотворца в Звонарях, для создания живописи он использовал изображения росписей храма Христа Спасителя. Металлический декор фасадов изготовили в мастерских Франца Сан-Галли и других известных заводчиков.
С февраля 1919 по 13 февраля 1933 года настоятелем храма был протоиерей Александр Зверев, в будущем священномученик (причислен к лику святых новомучеников Российских постановлением Священного синода Русской православной церкви 6 октября 2001 года для общецерковного почитания).
В 1933 году церковь была закрыта, а здание переоборудовано под складские помещения. Часть икон передали в действующий храм Сергия в Пушкарях. По свидетельству современников, перед закрытием церкви Николы в Звонарях одна из прихожанок вынесла икону Божией Матери «Взыскание погибших» и в 1981 году передала её православному ставропигинальному Пюхтицкому монастырю, располагающемуся в Эстонии. В середине 1960-х годов церковь на Рождественке заняла кафедра живописи и рисунка Московского архитектурного института (МАрхИ), который находился в бывшей усадьбе Воронцова.
В 1993 году патриарх Алексий II подписал указ о создании на территории Москвы подворья Пюхтицкого женского монастыря. Для его размещения была выбрана церковь Николая Чудотворца в Звонарях, которая находилась на тот момент в ведении Департамента городского имущества Москвы. Через год началась расчистка территории храма прихожанами и послушницами Пюхтицкого монастыря. Когда кафедра МАрхИ освободила строение, работы передали в ведение строительной компании «Мосремстрой», часть проекта финансировалась из городского бюджета. В 1996-м Алексий II освятил заново открытые главный престол храма и приделы; икону Божией Матери «Взыскание погибших» торжественно передали церкви. В этот период интерьеры были расписаны иконописцем Александром Чашкиным. По состоянию на 2006 год в храме действовал приставной придел святого Алексия. В 2016 году во время торжественного богослужения в церкви Николая Чудотворца в Звонарях патриарх Кирилл подарил подворью список Иверской иконы Божией матери. Через год храм официально передали в собственность Русской православной церкви. В числе святынь храма — три мощевика с частицами святых мощей (более 140 святых).